# SN 1995bf
SN 1995bf – supernowa odkryta 28 lutego 1995 roku w galaktyce A160420+4304. W momencie odkrycia miała maksymalną jasność 26,20m.